# لويزة مقشرة اللحاء
لويزة مقشرة اللحاء (الاسم العلمي:Aloysia decorticans) هو نوع نباتي يتبع جنس اللويزة من فصيلة اللويزية.